# Johann Georg Wilhelm von Keller
Johann Georg Wilhelm Freiherr von Keller (* 11. Mai 1710 in Ilmenau; † 20. November 1785 in Stettin) war ein deutscher Offizier, zuletzt Generalleutnant sowie Gouverneur von Stettin.

## Leben
Sein Vater war der Direktor des Berg- und Hüttenwesens Johann Reinhard Freiherr von Keller (1670–1725). Seine Schwester Elisabeth Freiin von Keller (1702–1734) war mit dem hessen-philippsthalschen und sachsen-meiningischen Hofmeister und Oberamtmann von Wasungen und Sand, Friedrich Ernst Schenck (1677–1749), verheiratet.
Keller trat 1741 aus kursächsische Diensten als Kapitän in das Regiment Prinz Wilhelm Christian von Gotha, nahm aber, da dieses Regiment nicht zur wirklichen Formation kam, seinen Abschied. Er ging 1742 zum Infanterieregiment „von Dossow“ Nr. 45 der Preußischen Armee und wurde dort 1752 Major. Im Siebenjährigen Krieg stand er 1757 bei der alliierten Armee im Westen gegen die Franzosen. Danach kam er zu Garnison in Magdeburg.
Keller kämpfte 1758 in den Gefechten bei Hornburg, beim Weißen Hirsch und bei Tarnow, im September bei Dresden und nachher unter dem General von Wedell in der Mark mit Auszeichnung gegen die Schweden. 1759 erhielt er von Friedrich dem Großen als besonders verdienter Offizier das Mannlehen Haus Baerl geschenkt. In demselben Jahr war er in dem Gefecht bei Aue dabei, wurde in Torgau belagert, aber durch General von Wunsch entsetzt. Mit diesem eroberte er am 13. September Leipzig und wurde dann Kommandant der Stadt. Bis zum Frieden 1763 konnte Keller, obgleich zweimal belagert und zur Übergabe aufgefordert, die Stadt standhaft behaupten. 1761 wurde er Oberstleutnant, 1765 Oberst sowie 1771 zum Generalmajor befördert. 1770 erhielt er das Füsilierregiment „von Braun“ Nr. 37. Im Bayerischen Erbfolgekrieg 1778/1779 zeichnete er sich bei Trautenau aus, wo er den Rückzug des Königs deckte, wofür ihm der Monarch den Orden Pour le Mérite verlieh; auch erhielt er das Lehn Liebenhausen. 1782 wurde er Generalleutnant und 1785 Gouverneur von Stettin. Im gleichen Jahr wurde er Chef des Infanterieregiments „von Hake“ Nr. 8. Er starb aber bereits Ende des gleichen Jahres.
Keller war seit 1774 Mitglied der Freimaurerloge Zum goldenen Ring in Glogau.

## Familie
Keller war seit 1745 Sophie Freiin Schade von der Selve (* 1724; † 25. Januar 1799) verheiratet. Sie war die Tochter des hessen-darmstädter Generalleutnants und Gouverneurs von Gießen Freiherr von Schade. Das Paar hatte zwei Söhne und sechs Töchter.
- Wilhelm Anton (* 1748 in Kleve), preußischer Premierleutnant[4]
- Jeanette Amalie Sophie (* 1751) ⚭ Georg Henning von Puttkamer (* 1727; † 1814), preußischer Generalleutnant
- Eleonore Auguste Josine (* 1754), Hofdame der Prinzessin Luise ⚭ 1778 Graf Ferdinand von Neale (1755–1828), Kammerherr des Prinzen Ferdinand
- Charlotte (1760–1807) ⚭ Adrian Maria Francois von Verdy du Vernois (1738–1814), Kammerherr